# Typophyllum
Typophyllum is een geslacht van rechtvleugeligen uit de familie sabelsprinkhanen (Tettigoniidae). De wetenschappelijke naam van dit geslacht is voor het eerst geldig gepubliceerd in 1838 door Serville.

## Soorten
Het geslacht Typophyllum omvat de volgende soorten:
- Typophyllum abruptum Brunner von Wattenwyl, 1895
- Typophyllum acutum Vignon, 1925
- Typophyllum bolivari Vignon, 1925
- Typophyllum chlorophyllum Bolívar, 1890
- Typophyllum cinnamum Bolívar, 1890
- Typophyllum columbicum Brunner von Wattenwyl, 1895
- Typophyllum contractum Brunner von Wattenwyl, 1895
- Typophyllum curtum Vignon, 1926
- Typophyllum eeckei Vignon, 1926
- Typophyllum egregium Hebard, 1924
- Typophyllum erosifolium Walker, 1870
- Typophyllum erosum Stoll, 1787
- Typophyllum flavifolium Saussure & Pictet, 1898
- Typophyllum geminum Bolívar, 1890
- Typophyllum gibbosum Vignon, 1925
- Typophyllum helleri Brunner von Wattenwyl, 1895
- Typophyllum histrio Brunner von Wattenwyl, 1895
- Typophyllum inflatum Vignon, 1925
- Typophyllum laciniosum Vignon, 1927
- Typophyllum lacinipenne Enderlein, 1917
- Typophyllum lunatum Pictet, 1888
- Typophyllum modestum Piza, 1976
- Typophyllum mortuifolium Walker, 1870
- Typophyllum mutilatum Walker, 1870
- Typophyllum pererosum Hebard, 1933
- Typophyllum peruvianum Pictet, 1888
- Typophyllum praeruptum Vignon, 1926
- Typophyllum pseudocinnamum Vignon, 1926
- Typophyllum quadriincisum Vignon, 1925
- Typophyllum rufifolium Chopard, 1919
- Typophyllum scissifolium Walker, 1870
- Typophyllum siccifolium Bolívar, 1890
- Typophyllum trapeziforme Stoll, 1787
- Typophyllum trigonum Vignon, 1925
- Typophyllum truncatifolium Walker, 1870
- Typophyllum undulatum Caudell, 1918
- Typophyllum zingara Montealegre-Z. & Morris, 1999